# جفری نردلینگ
جفری ریچار نردلینگ(به انگلیسی: Jeffrey Richard Nordling) (زاده ۱۱ مارس ۱۹۶۲) بازیگر آمریکایی است.
از فیلم‌های معروف او می‌توان به بازی در فیلم زنان قاتل، چشم بیوه، پیمایشگر، شخص، سفر به مرکز زمین، ازدواج مقدس، آشفتگی ۲ و زنان واقعی اشاره کرد.